# میهارو کوبایاشی
میهارو کوبایاشی (انگلیسی: Miharu Kobayashi؛ زادهٔ ۱۲ اکتبر ۱۹۹۲) بازیکن فوتبال اهل ژاپن است.